# 卡斯塔涅達上校區
14°41′38″S 74°07′27″W / 14.69389°S 74.12417°W
卡斯塔涅達上校區（西班牙語：Distrito de Coronel Castañeda），是秘魯的一個區，位於該國中南部阿亞庫喬大區的帕里納科查斯省，始建於1955年6月28日，面積1,108平方公里，海拔高度3,620米，2005年人口1,120，人口密度每平方公里1人。